# Jessica K. Ljungberg
Jessica K. Ljungberg, född 1971 i Funäsdalen, är en svensk professor i Teknisk psykologi, verksam vid Luleå tekniska universitet och Umeå universitet. 
Ljungberg disputerade 2006 vid institutionen för Folkhälsa och Klinisk medicin vid Umeå universitet med en avhandling om hur ljud påverkar uppmärksamhet och minnesförmåga under fordonskörning. I ett pågående projekt tillsammans med SAAB AB undersöker Ljungberg frågor som berör stridspilotkadetter som flyger Gripen och hur bra dagens simulatorträning fungerar. Ljungberg har varit projektledare i flera stora forskningsprojekt finansierade av Vetenskapsrådet, Forte, Knut och Alice Wallenbergsstiftelse och Vinnova.
Ljungbergs forskning handlar i huvudsak om hur "människans uppmärksamhet fungerar när vi t ex koncentrerar oss på en uppgift". Men hon bedriver även forskning som berör åldrandet och minnesförmåga samt om hur människan kan hålla sin hjärna i trim med hjärnträning via språkträning, dataspel, yrkesval mm.
Ljungberg var verksam som gästforskare vid School of Psychology,  Cardiff University i Wales i Storbritannien under åren 2007-2008 och därefter många år vid Institutionen för psykologi vid Umeå universitet. Sedan 2019 är Ljungberg professor vid Luleå tekniska universitet.  
Vetenskapliga utmärkelser: 
Kungliga Skytteanska samfundets pris till yngre lovande forskare - 2011 
Wallenberg Academy Fellow - 2014 
Nordeas vetenskapliga pris vid Luleå tekniska universitet - 2021 